# Xavier Vendrell i Segura
Xavier Vendrell i Segura (Sant Joan Despí, el Baix Llobregat, 15 d'octubre de 1966) és un expolític català que va ser conseller de Governació, amb Esquerra Republicana de Catalunya amb el govern de Pasqual Maragall. Actualment es dedica a l'empresa privada i no té cap responsabilitat política.

## Biografia
Ha iniciat estudis d'enginyeria industrial i de ciències polítiques i és tècnic en transport nacional i internacional.
Ha estat membre de la Unió Excursionista de Catalunya (UEC) de Cornellà, des de 1976, i n'ha format part de la junta entre 1984 i 1986. El 1988 va ser president de l'Assemblea Nacional de l'Assemblea d'Estudiants Independentistes d'Universitat (AEIU). El 1991 va participar en la fundació dels Castellers de Cornellà i en va ser el primer president.
La seva trajectòria professional s'inicia com comercial a la distribuïdora alimentària familiar DISBAIX a finals dels 80 i a continuació assumeix la gerència de la cooperativa DIPEC, del mateix sector. Al començament dels 90 és contractat per la cadena de supermercats Bonpreu-Esclat per posar en marxa la venda per catàleg. A l'inici de la seva etapa política, compagina les responsabilitats de partit amb la gerència de l'empresa de transports Amunt i Avall, fins a mitjans dels 90.

### Militàncies anteriors a ERC
Abans d'entrar a ERC va militar primer al Moviment de Defensa de la Terra (MDT), fins a 1989, i després a Catalunya Lliure, de 1989 a 1991. De 1986 a 1989 va formar part de la Coordinadora Nacional de l'MDT i de 1989 a 1991 de la Direcció Nacional de Catalunya Lliure.
Segons algunes fonts, difoses pels diaris e-notícies i ABC coincidint amb l'entrada de Vendrell al Govern de la Generalitat, també va militar a Terra Lliure, i va tenir un paper important en la dissolució de l'organització i la integració d'algun dels seus membres a Esquerra Republicana. Ni ell mateix ni ERC no ho han confirmat ni desmentit, tot destacant la inoportunitat i la mala voluntat de la publicació d'aquestes notícies. D'altra banda, persones de l'entorn del partit (ja siguin crítiques amb Vendrell o no) han acceptat els fets.

### Militància a ERC i càrrecs institucionals
Va entrar a militar a Esquerra Republicana de Catalunya el 1991, any en què va ocupar el càrrec de president comarcal del partit al Baix Llobregat. L'any 1995 va ser nomenat president de la Regió Metropolitana de Barcelona d'ERC. Va ser Secretari d'Organització i Finances del partit des del 1996 fins al 2006.
En l'àmbit institucional, el 1995 és escollit regidor de l'ajuntament de Sant Joan Despí assumint la cartera de Medi Ambient i portaveu del seu grup al Consell Comarcal del Baix Llobregat, on es responsabilitza de l'Àmbit de Consum i Turisme. En el seu segon mandat local és nomenat Tinent d'Alcalde de Control i Seguiment, així com a representant a la Mancomunitat Metropolitana de Municipis, a partir de 1999.
Ha estat diputat d'ERC al Parlament de Catalunya des del 1999 fins al 2005, data en què va ser nomenat secretari general del Conseller Primer i va ser substituït per Miquel Carrillo. Com a diputat va ser portaveu a la Comissió d'Agricultura, Ramaderia i Pesca (1999 - 2003) i de la Comissió de Política Territorial i Medi Ambient (1999 - 2005).
El 20 d'abril del 2006, assumeix el càrrec de conseller de Governació de la Generalitat de Catalunya en la primera remodelació del govern Maragall, càrrec del qual va ser destituït el 13 de maig del 2006 quan els consellers d'ERC varen ser expulsats del govern. A les eleccions al Parlament de Catalunya (2006) va ser elegit diputat.
Xavier Vendrell va deixar el seu escó parlamentari -va ser substituït per Bernat Valls- el 2010, després d'onze anys de presència ininterrompuda al parlament del parc de la Ciutadella, per dedicar-se en exclusiva a la campanya electoral de les eleccions del 28 de novembre del 2010, on Esquerra presentava com a candidat a la presidència de la Generalitat de Catalunya a Joan Puigcercós. Els mals resultats, Esquerra va perdre 11 dels 21 diputats que tenia fins aleshores, van fer que Xavier Vendrell abandonés la política.
El 2007 li fou publicat un llibre, titulat Disculpin les molèsties, en el qual diu explicar «els secrets més ben guardats d'Esquerra Republicana de Catalunya i del govern tripartit».

### Tornada a l'empresa
El 2005 va realitzar el postgrau en Direcció General d'Empreses de la Universitat Oberta de Catalunya.
Després de 15 anys de dedicació exclusiva a la política (1996-2010), a finals del 2010 assumeix la direcció del grup Biomek, un grup d'empreses del sector de la salut dedicada a la valoració del dany corporal a través de la biomecànica. Aquest grup treballa solucions en aquest camp, amb una empresa dedicada al desenvolupament i la investigació científica (Anàlisi de Biomecànica), una altra dedicada al lloguer i venda de laboratoris (Easy Beomechanics) i una tercera dedicada a la realització de proves biomecàniques (Certificació de Lesions). El grup Biomek té un acord de col·laboració estable amb el CTM (Centre Tecnològic de Manresa) per a la millora permanent del programari dels seus sistemes.
D'altra banda, el 2011 funda Barcelona Export Group, consultoria dedicada a la internacionalització d'empreses europees, enfocada especialment a Amèrica Llatina, però que també desenvolupa projectes a la Xina, Pakistan i el Golf Pèrsic. La companyia té la seu central a Barcelona i la seva seu per a Amèrica Llatina a Bogotà (Colòmbia).

### Detenció
El 28 d'octubre de 2020 fou detingut en el marc de l'Operació Vólkhov, una actuació policial de la Guàrdia Civil d'investigació d'un presumpte malbaratament de cabdals públics, per suposadament fer servir criptomonedes per desviar fons públics, fets posats en dubte pela afectats en ser una “hipòtesi policial sense cap fonament”. La causa fou arxivada en 2024.
El 2022 va obtenir la nacionalitat colombiana.